# Université du Québec en Abitibi-Témiscamingue
Die Université du Québec en Abitibi-Témiscamingue (UQAT) ist eine französischsprachige staatliche Universität in der Region Abitibi-Témiscamingue, Québec, Kanada.

## Geschichte
Die UQAT wurde 1970 im Verbund der Université du Québec gegründet. Diese entstand 1968 während der Révolution tranquille (der stillen Revolution) durch ein Gesetz der Nationalversammlung von Québec. Die wichtigsten Gründe für ihre Entstehung waren der Wunsch nach einer französischsprachigen, nicht-kirchengebundenen öffentlichen Universität, und die Erkenntnis, dass die wirtschaftlichen schwächeren Regionen der Provinz Hochschulen bräuchten, um die Bevölkerungsabwanderung zu bekämpfen.
Seit 1983 führt sie den Namen Université du Québec en Abitibi-Témiscamingue. 6.662 Studenten studierten 2021 an der UQAT (2019: 5.200). Die UQAT hat drei größere Standorte mit Campusstatus in Val-d’Or, Amos und Rouyn-Noranda, sowie Niederlassungen in Mont-Laurier (Antoine-Labelle), Montréal, La Sarre (Abitibi-Ouest) und Notre-Dame-du-Nord (Témiscamingue).